# Pistiros
Pistiros (en grec: Πίστιρος) était un centre de commerce ou emporion situé en Thrace, dans l'actuelle Bulgarie. Ses ruines se trouvent, aujourd'hui, à proximité de l'actuelle ville de Vetren (en) (Bulgarie). 

## Histoire

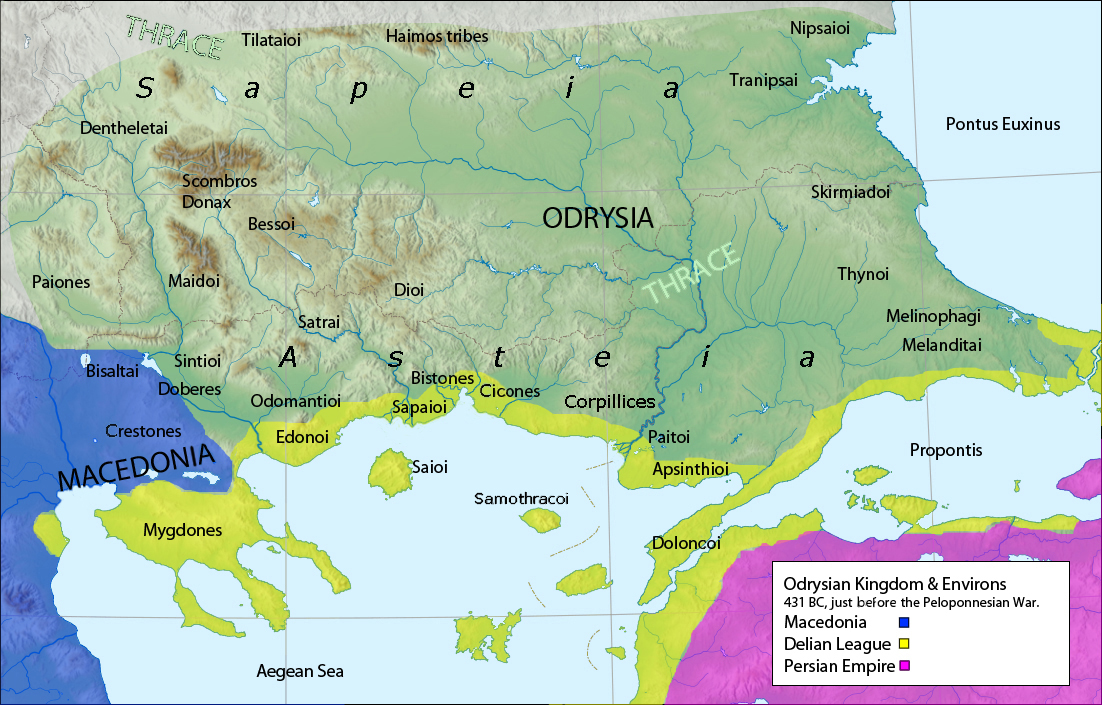
Carte du royaume des Odryses et de la Thrace au av. J.-C.

### Histoire antique
Une cité dénommée Pistiros est fondée sur la côte thrace par Thasos au VIIe siècle ou VIe siècle av. J.-C. La constitution d'une base intérieure est datée du milieu du Ve siècle av. J.-C. pour servir de lien entre Thasos et le royaume des Odryses. 
Le site appartient au royaume odryse à un emplacement stratégique intéressant sur un fleuve constituant un axe mer Egée-Thrace continentale. Le site est localisé à quelques kilomètres du site dit Porte de Trajan. L'emporion était situé non loin du domaine des Triballes et devait donc permettre les échanges économiques entre Odryses, Grecs et populations barbares.
Au plan géographique, le site est localisé non loin de la Maritsa et à 50 km de l'actuelle Plovdiv.
Par ses implantations, Thasos put avoir un accès aux ressources minières de Thrace. 
L'emporion a entretenu des relations économiques intensives avec la Thrace occidentale, Thasos, Maroneia et Apollonia de Chalcidique et son apogée est datable du IVe siècle av. J.-C.
Les fortifications de Pistiros font l'objet d'une réfection au IVe siècle av. J.-C..
Le site est abandonné selon les données archéologiques à la fin du Ier siècle av. J.-C. au profit du site de Lissæ ou Bona Mansio.

### Redécouverte
Un document épigraphique important est découvert non loin de là, en 1990, avec l'inscription de Pistiros, qui évoque un site inconnu au statut d'emporion.
Le site est fouillé à partir de 1988 par Mieczysław Domaradzki (1949-1998), puis Jan Bouzek et Zofia Archibald. L'École française d’Athènes a une mission sur place de 1997 à 2003, dirigée par Véronique Chankowski.
Les publications liées aux fouilles utilisent parfois des termes contradictoires.

## Problématique
La question de la nature du site a été posée, colonisation ou comptoir commercial.